# Atoposmia anthodyta
Atoposmia anthodyta là một loài Hymenoptera trong họ Megachilidae. Loài này được Michener mô tả khoa học năm 1943.